# Janaozén
Janaozén o Jangaozén (kazakh: Jañaözen/Жаңаөзен, pronunciat [ʐɑ.ŋɑ.ʷøˈzʲen]) és una ciutat del Kazakhstan situada a la província de Manguistau. Antigament era coneguda pel nom rus de Novi Uzén (Но́вый Узе́нь). Està situada al sud-est de la capital provincial d'Akhtau, a uns 150 km de distància, i molt a l'interior de la península de Manguistau. Té una població de gairebé 150.000 habitants.

## Història
Es va fundar l'any 1964 sota el nom de Novi Uzén amb l'obertura del camp petrolífer d'Uzén, situat al costat. El 21 d'octubre de 1968 va assolir l'estatus d'assentament de tipus urbà, i el 20 de març de 1973 l'estatus de ciutat d'importància regional. Durant el juny de 1989 s'hi van esdevenir importants aldarulls. Novi Uzén va canviar de nom a Janaozén l'octubre de 1993.
El maig de 2011 s'hi va produir l'anomenada massacre de Janaozén després d'importants vagues dels treballadors de la indústria petroliera estatal (OzenMunaiGaz). Milers de treballadors van ser acomiadats després que les vagues fossin declarades il·legals per part dels tribunals. Les protestes dels treballadors acomiadats van ser dissoltes a trets per part de la policia i hi van morir oficialment 15 persones, encara que les fonts de l'oposició hi comptabilitzen dotzenes de morts. Durant els avalots es varen incendiar edificis del govern, de l'empresa petroliera estatal OzenMunaiGaz i un hotel.
El 2022 hi van començar les protestes per l'increment del preu del GLP i de l'energia, que van desencadenar en fortes protestes arreu del Kazakhstan.

## Transport
Janaozén és una estació de la línia ferroviària cap a Gorgan (a l'Iran) a través del Turkmenistan (via Bereket).

## Clima
Janaozén té un clima desèrtic fred (classificació de Köppen: BWk) amb influències continentals. Durant gran part de l'any hi ha fortes ratxes de vent, que a l'hivern es converteixen en llargues tempestes de neu.
| Dades climàtiques a Janaozén                     | Dades climàtiques a Janaozén | Dades climàtiques a Janaozén | Dades climàtiques a Janaozén | Dades climàtiques a Janaozén | Dades climàtiques a Janaozén | Dades climàtiques a Janaozén | Dades climàtiques a Janaozén | Dades climàtiques a Janaozén | Dades climàtiques a Janaozén | Dades climàtiques a Janaozén | Dades climàtiques a Janaozén | Dades climàtiques a Janaozén | Dades climàtiques a Janaozén |
| Mes                                              | gen                          | febr                         | març                         | abr                          | maig                         | juny                         | jul                          | ag                           | set                          | oct                          | nov                          | des                          | anual                        |
| ------------------------------------------------ | ---------------------------- | ---------------------------- | ---------------------------- | ---------------------------- | ---------------------------- | ---------------------------- | ---------------------------- | ---------------------------- | ---------------------------- | ---------------------------- | ---------------------------- | ---------------------------- | ---------------------------- |
| Màxima mitjana °C (°F)                           | 0.8 (33.4)                   | 1.3 (34.3)                   | 7.3 (45.1)                   | 17.2 (63)                    | 24.7 (76.5)                  | 29.7 (85.5)                  | 32.7 (90.9)                  | 32.6 (90.7)                  | 25.7 (78.3)                  | 16.8 (62.2)                  | 9.1 (48.4)                   | 3.3 (37.9)                   | 16.77 (62.18)                |
| Mitjana diària °C (°F)                           | −2.9 (26.8)                  | −2.7 (27.1)                  | 2.8 (37)                     | 11.5 (52.7)                  | 18.7 (65.7)                  | 23.5 (74.3)                  | 26.6 (79.9)                  | 25.7 (78.3)                  | 19.5 (67.1)                  | 11.6 (52.9)                  | 5.1 (41.2)                   | 0.3 (32.5)                   | 11.64 (52.96)                |
| Mínima mitjana °C (°F)                           | −6.5 (20.3)                  | −6.7 (19.9)                  | −1.6 (29.1)                  | 5.9 (42.6)                   | 12.7 (54.9)                  | 17.4 (63.3)                  | 20.5 (68.9)                  | 18.8 (65.8)                  | 13.3 (55.9)                  | 6.4 (43.5)                   | 1.1 (34)                     | −2.6 (27.3)                  | 6.56 (43.79)                 |
| Precipitació mitjana mm (polzades)               | 8 (0.31)                     | 8 (0.31)                     | 14 (0.55)                    | 16 (0.63)                    | 16 (0.63)                    | 9 (0.35)                     | 8 (0.31)                     | 6 (0.24)                     | 7 (0.28)                     | 11 (0.43)                    | 13 (0.51)                    | 12 (0.47)                    | 128 (5.02)                   |
| Font: http://en.climate-data.org/location/25822/ |                              |                              |                              |                              |                              |                              |                              |                              |                              |                              |                              |                              |                              |

## Galeria

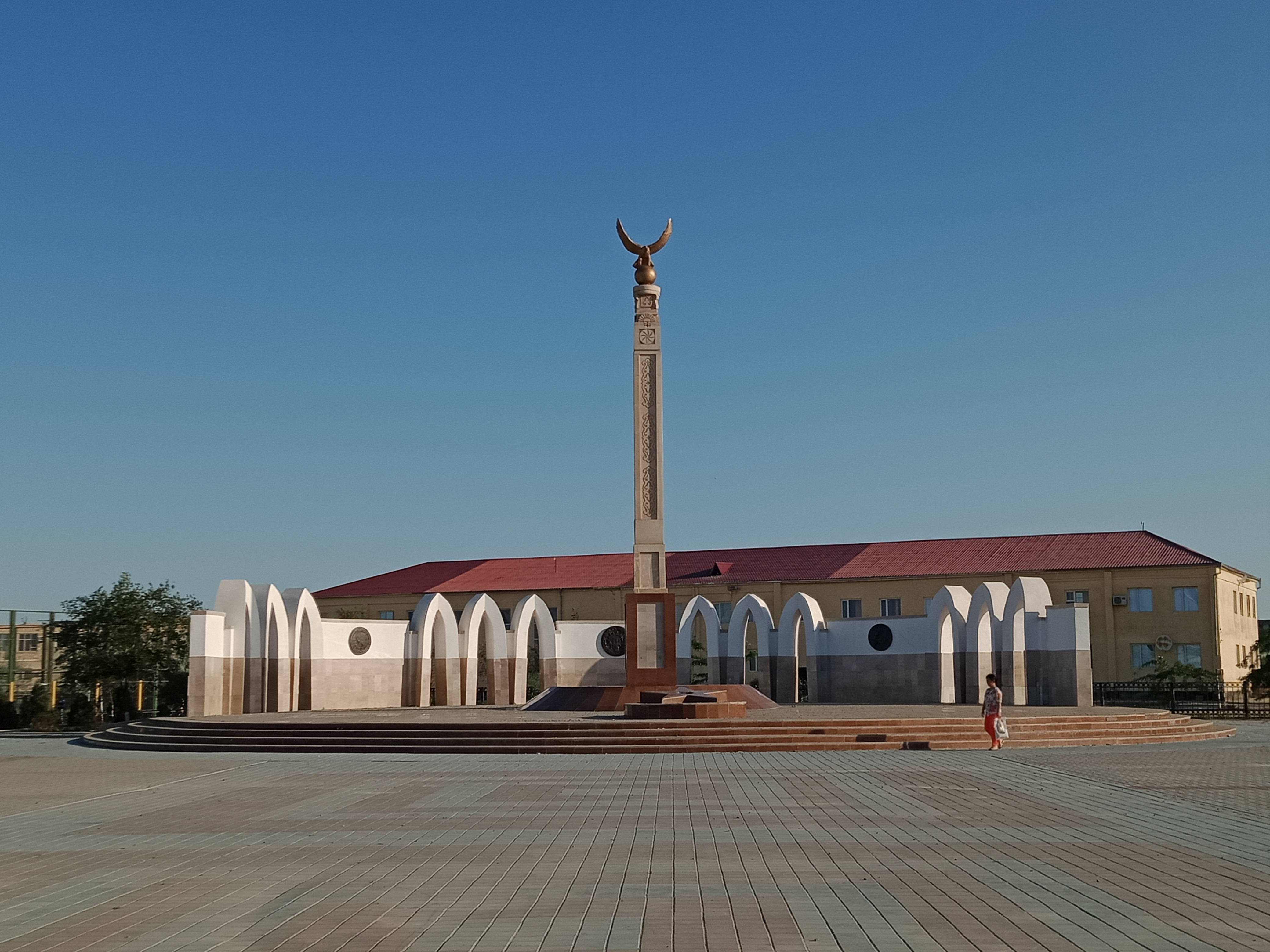
Monument a la Segona Guerra Mundial
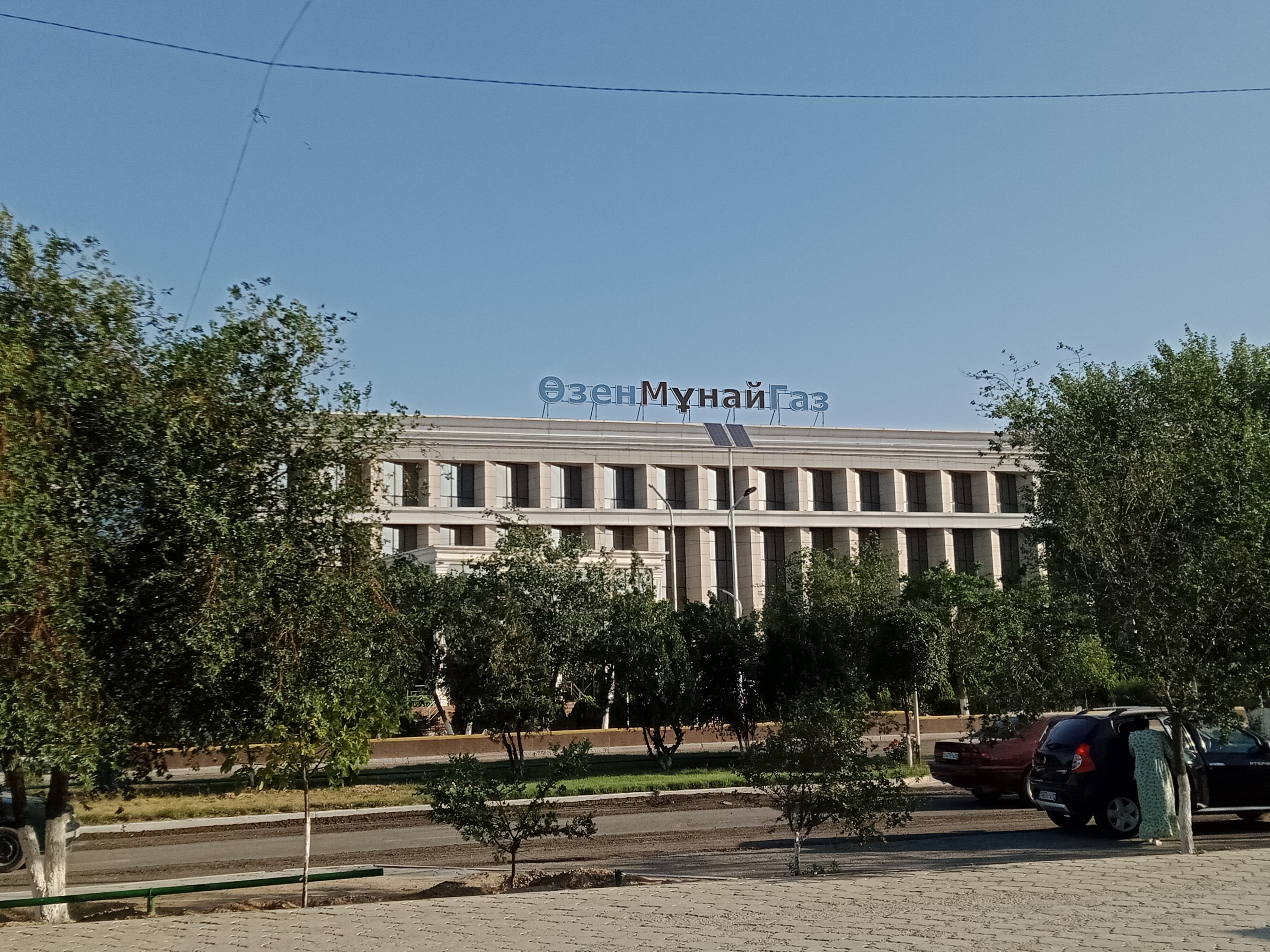
Seu de l'empresa petroliera OzenMunaiGaz
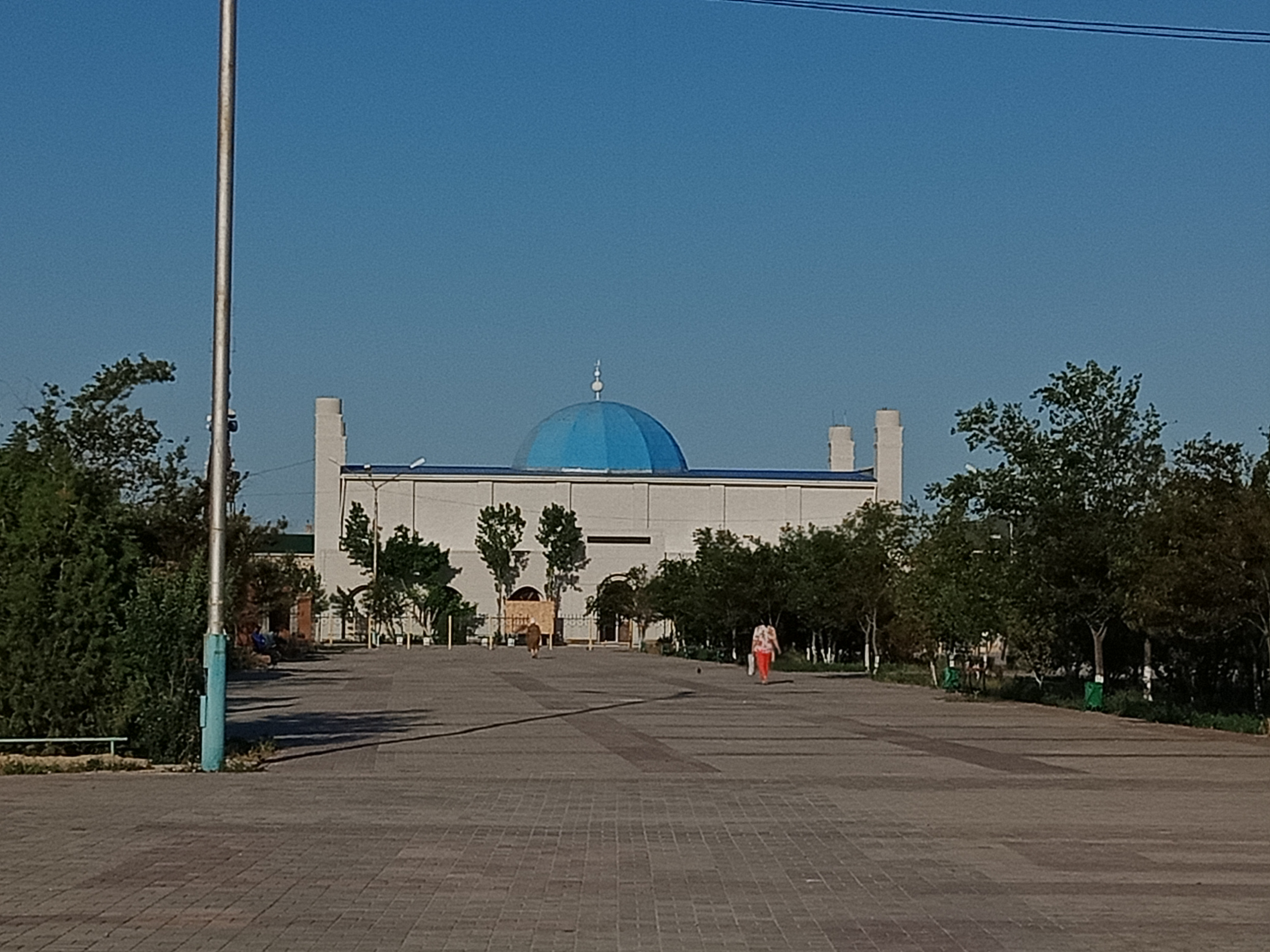
Mesquita
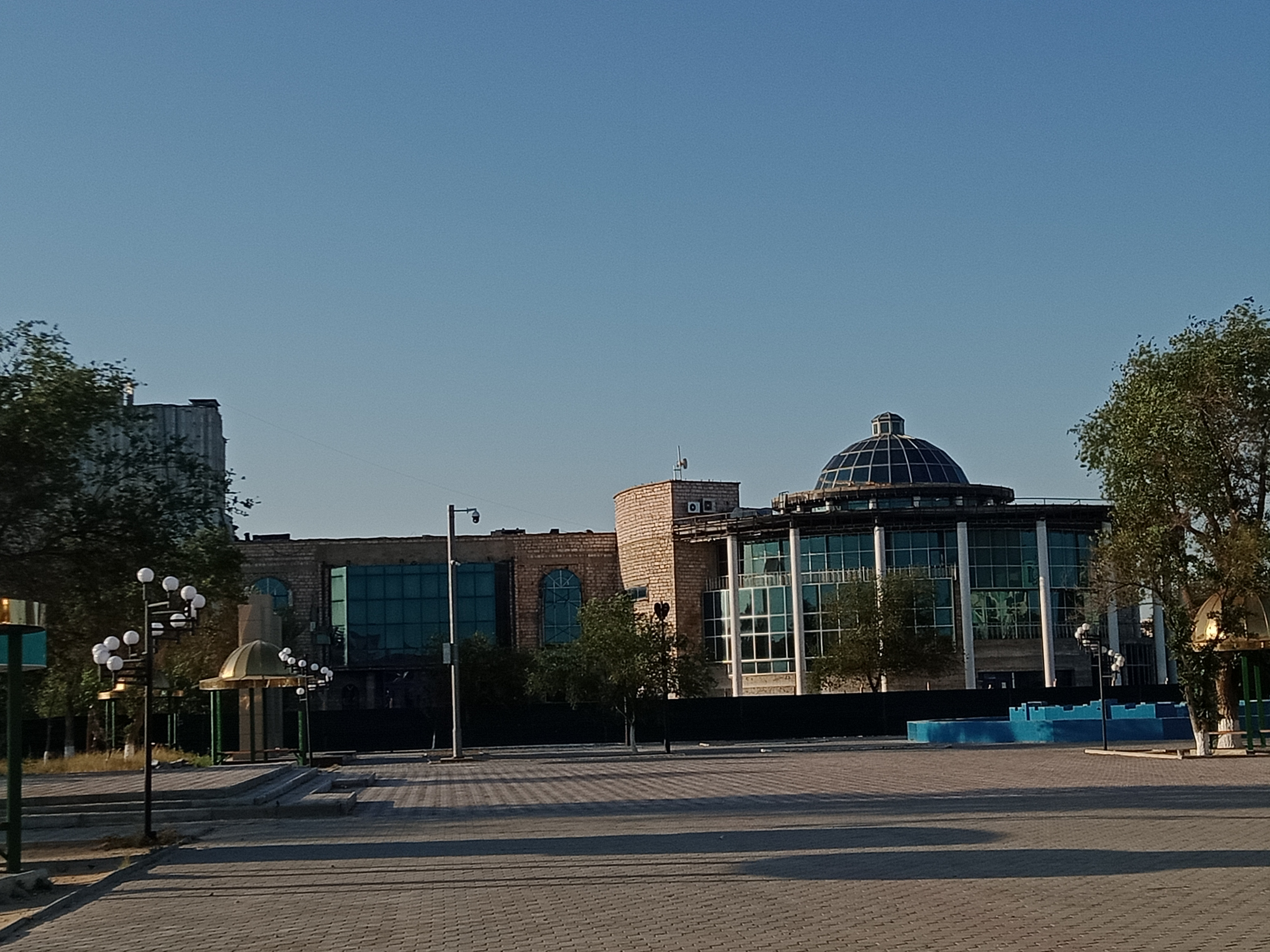
Casa de la Cultura
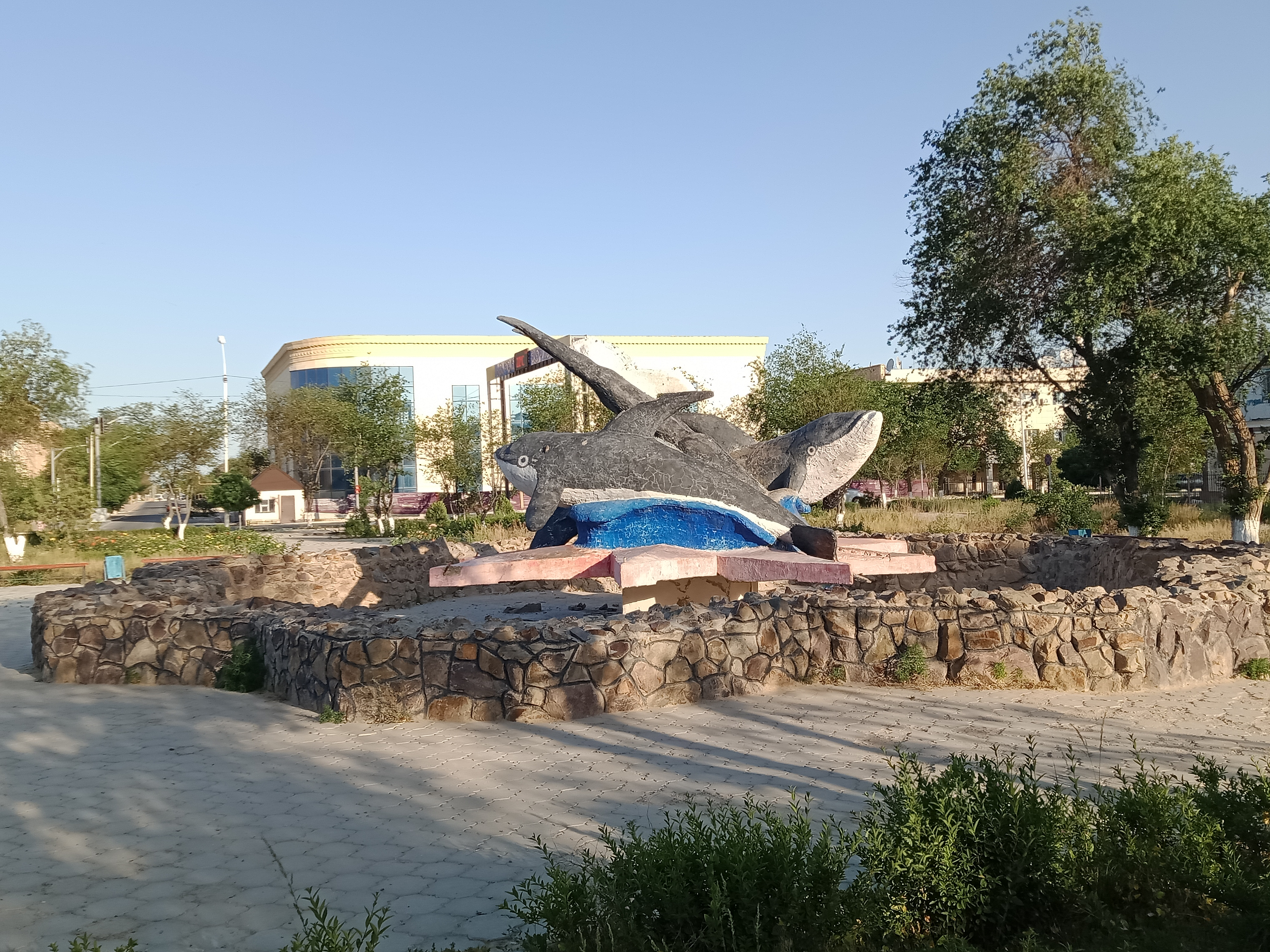
Font